# Reserva florestal do rio Afi
A Reserva florestal do rio Afi, Afi River Forest Reserve é no Cross River, Nigéria, e cobre 312 quilômetro quadrados (120 sq mi).
É uma das maiores manchas florestais que restam no estado para além do Parque nacional do Rio Cross.
A reserva fica entre a Santuário de vida selvagem da montanha Afi e Floresta comunitária das montanhas Mbe, sendo que ambos são o lar dos gorilas-do-rio-cross, e forma um corredor natural de passagem entre os dois. Um relatório de 2008 observou que os níveis crescentes de exploração madeireira, agricultura e caça estariam a colocar os gorilas sob ameaça.